# 乙酸正丁酯
乙酸正丁酯，简称乙酸丁酯，结构式CH3C(O)On-C4H9。

## 性质
无色透明有愉快果香气味的液体。较低级同系物难溶于水；与醇、醚、酮等有机溶剂混溶。易燃。急性毒性较小，但对眼鼻有较强的刺激性，而且在高浓度下会引起麻醉。
乙酸正丁酯是一种优良的有机溶剂，对乙基纤维素、醋酸丁酸纤维素、聚苯乙烯、甲基丙烯酸树脂、氯化橡胶以及多种天然树胶均有较好的溶解性能。

## 制备
由乙酸与正丁醇在硫酸催化下直接酯化，再经中和、脱水和分馏而得。
{\displaystyle \ CH_{3}COOH+CH_{3}(CH_{2})_{3}OH\ {\xrightarrow {HzSM-5}}\ }{\displaystyle \ CH_{3}COO(CH_{2})_{3}CH_{3}+H_{2}O}
工业上的乙酸正丁酯生产工艺有连续法和间歇法，视生产规模不同而定。
近年来，利用固体酸和杂多酸等对设备腐蚀性小的酸催化剂，催化的乙酸正丁酯制备方法日渐增多，不过尚未见到成功用于工业生产的报导。

## 用途
乙酸正丁酯用作硝化纤维清漆、织物、人造革和塑料生产过程中的溶剂，石油和医药工业中的萃取剂，也用于香料复配以及香蕉、菠萝、杏、梨等多种香味剂的成分。